# Kunstbulletin
Kunstbulletin ist eine in der Schweiz basierte Zeitschrift für zeitgenössische Kunst. Sie porträtiert Künstler, berichtet über aktuelle Ausstellungen, Veranstaltungen, publiziert Kunstwettbewerbe, Kurznotizen und eine ausführliche Ausstellungsagenda. Gleichzeitig vertreibt das Kunstbulletin die Jahrespublikationen des Bundesamtes für Kultur/BAK, die Swiss Art Awards sowie der Prix Meret Oppenheim. Nebst der Druckausgabe unterhält Kunstbulletin eine Website mit einem Künstlerarchiv, das mit dem Schweizerischen Institut für Kunstwissenschaft und weiteren internationalen Künstlerdatenbanken verlinkt ist.

## Profil
Das Kunstbulletin erscheint als verlagsunabhängige Zeitschrift. Die Beiträge werden in enger Absprache mit einem dichten Autorennetz in der Schweiz geplant und realisiert. Inhaltlich richtet sich Kunstbulletin eng am aktuellen Kunstgeschehen aus. So gibt es eine speziell auf Kunstschaffende ausgerichtete Rubrik mit aktuellen Ausschreibungen, Stipendienmöglichkeiten, Kunstwettbewerben, eine europaweit verknüpfte Institutionsdatenbank mit aktuellen Ausstellungsmeldungen für das breitere Publikum. Regelmässig kooperiert Kunstbulletin mit dem Schweizer Institut für Kunstgeschichte und realisiert gemeinsam mit diesem die Reihe Villa Bleuler Gespräche.

## Geschichte
Die Zeitschrift wurde im Mai 1968 von Mitgliedern des Schweizer Kunstvereins unter der Leitung des Strafrechtsprofessors Eduard Naegeli (1906–1977) und dem damaligen Leiter der Druckerei Winterthur Hans Rudolf Schneebeli unter dem Namen Kunst-Bulletin des Schweizerischen Kunstvereins gegründet. Von 1968 bis 1989 erschien sie unter diesem Titel. Anfänglich war die Finanzierung nicht gesichert, so dass 1971 mithilfe einiger Künstler, drunter Valerio Adami, Christo, Jasper Johns und Gerhard Richter Mappen mit Grafiken hergestellt wurde. Der Erlös des Mappenverkaufs sicherte neben einem Bankkredit von CHF 202'500 für die Produktionskosten die Herausgabe in den ersten Jahren. Seither finanziert sich das Kunstbulletin ohne Zuschüsse allein durch Abonnements und Inserate. Von 1996 bis 2022 war Claudia Jolles Chefredakteurin, seither hat Deborah Keller die Chefredaktion inne. Kunstbulletin engagiert sich für einen Sprachgrenzen überschreitende Kunstdiskurs. Seit 1993 betreibt die Zeitschrift eine Redaktion in der französischsprachigen Schweiz, die für jede Ausgabe einen Beitrag auf Französisch beisteuert. Darüber hinaus erscheint seit 2005 in jeder Ausgabe ein italienischer Text zum Kunstgeschehen im Tessin oder in Italien.
Das Kleinstunternehmen ist ein gemeinnütziger Verein und besteht aus vier Redaktionsmitarbeitern und einem festen Kreis von freien Autoren. Der Gewinn bleibt im Geschäft und kommt direkt der Zeitschrift und den mit dieser verbundenen Autoren zugute. Die Redaktion von Kunstbulletin arbeitet in Zürich, ein weiteres Redaktionsbüro für die französischsprachige Schweiz und das Tessin befindet sich in Genf sowie ein weiteres für Deutschland in Berlin.

## Online-Archiv und App
Kunstbulletin betreibt seit 1998 ein Online-Archiv mit einer Artikel- und Ausstellungsdatenbank. Die Beiträge beruhen auf Auszügen aus der Printausgabe, die monatlich online gestellt werden. Dabei werden Daten zu über 28 000 Kunstschaffenden und über 5000 Institutionen gelistet sowie mehr als 3 800 Artikel zugänglich gemacht. Kunstbulletin ist zusammen mit basis wien und dem Schweizerischen Institut für Kunstwissenschaft Partner von european-art.net, eine Metasuchmaschine für Künstlerdaten, und betreibt diese seit 2004. Seit 2018 betreibt Kunstbulletin das Rechercheportal artlog.net
2020 lancierte Kunstbulletin zudem die Navigations-App artlist.net mit einer mobilen Karte und einem Verzeichnis von aktuellen Kunstausstellungen sowie Kunst im öffentlichen Raum.

## Publikationen
- Graphikmappe des Schweizerischen Kunstvereins (Zur anfänglichen Finanzierung)